# Nippononeta kaiensis
Nippononeta kaiensis là một loài nhện trong họ Linyphiidae.
Loài này thuộc chi Nippononeta. Nippononeta kaiensis được Hirotsugu Ono & Kendo Saito miêu tả năm 2001.